# Homilsjánski lisy Nationalpark
Homilsjánski lisy Nationalpark eller (ukrainsk: Національний природний парк «Гомільша́нські ліси» ) er en nationalpark i Ukraine, der ligger i Homilsjánski-skovene i Donets-floddalen. Stedet har været et beskyttet område i meget lang tid, begyndende med, at Peter den Store udpegede det lokale territorium som en 'beskyttet skibslund' for træ til at bygge skibe af. Området har også høj økologisk værdi som skov-steppeland. Administrativt ligger parken i Tjuhujiv rajon i Kharkiv oblast, omkring 50 km syd for den regionale hovedby Kharkiv.

## Topografi
Parken er sammensat af en række beskyttede og rekreative områder langs begge bredder af den midterste del af Donets-floden og Gomolshy-floden. Den højre bred af floden er bakkede udløbere af det mellemrussiske højland, der strækker sig op til 100 meter over floden. Den venstre bred er generelt flad slette, der er en del af den østeuropæiske slette. I området er mange arkæologiske fundsteder og monumenter af historisk betydning fra alle epoker af ukrainsk historie, fra bronzealderen (andet årtusinde f.Kr.) til Kyivan Rus tid.

## Klima og økoregion
Homilsjánsk-skovene har et fugtigt kontinentalt klima med undergruppen varm sommer (iht. Köppen klimaklassificering (Dfb) ). Dette klima er kendetegnet ved store temperatursvingninger, både dagligt og sæsonmæssigt, med milde somre og kolde, snedækkede vintre. Der er i gennemsnit en nedbør i området på 450 mm/år. Gennemsnitstemperaturen i august er 21,5 oC.
Skovene ligger i overgangszonen mellem økoregionerne den østeuropæiske skovsteppe (mod nord) og den pontisk-kaspiske steppe (mod syd).

## Flora og fauna
Terrænet består af bakker og kløfter med ahorn-aske-egeskove på skråningerne af den højre bred og fyrreskove på de sandede terrasser på venstre bred af floden Donets. De skovklædte områder er omkranset af våde og tørre enge med talrige små søer. 500 hektar af skoven er 130-150 år gammel, med nogle egetræer 200-300 år gamle. Der er registreret 850 plantearter i parken, hvoraf 138 af dem opført som sjældne. 50 fiskearter findes i søerne og vandløbene, 153 fuglearter og 53 arter af pattedyr.

## Offentlig brug
Der er fem store vandreruter, og guidede udflugter er tilgængelige. Kortere vandreruter giver adgang til historiske og kulturelle monumenter. Parkledelsen sponsorerer uddannelsesprogrammer såvel som videnskabelige og forskningsprojekter. Der er overnatning på markerede steder langs floden gennem parken. Svømning er tilladt på anviste områder.